# Mas d'en Fum
Mas d'en Fum és una obra de Riudecols (Baix Camp) inclosa a l'Inventari del Patrimoni Arquitectònic de Catalunya.

## Descripció
És una antiga gran masia de la qual la gent diu que és una de les més velles del terme. Avui en dia, el que havia estat un gran conjunt d'edificis (obra de pedra i argamassa) resta enrrunat. Només ha estat refet un costat de l'antic conjunt, fent una caseta dins l'àmbit antic. Encara es poden veure restes de portes d'arc rodó i bastides amb rajoles. Una mica apartats del mas hi ha un pou cobert i una mena de forn, potser de carbó.

## Història
Fou una gran masia, probablement originada els segles XVII o XVIII, posteriorment abandonada i en ruïnes. La finca ocupa una extensió de 15 ha, 46 a, 80 a.